# Jean Méry Barre
Pour les articles homonymes, voir Barre.
Jean Méry Barre est un homme politique français né le 21 mars 1796 à Maintenon (Eure-et-Loir) et mort en 1871.

## Biographie
Propriétaire agriculteur, il est député d'Eure-et-Loir de 1836 à 1837, siégeant dans la majorité soutenant la Monarchie de Juillet. Il est député de Seine-et-Oise de 1849 à 1851, siégeant à droite.

## Sources
- « Jean Méry Barre », dans Adolphe Robert et Gaston Cougny, Dictionnaire des parlementaires français, Edgar Bourloton, 1889-1891 [détail de l’édition]
- Ressource relative à la vie publique :   - Base Sycomore